# Kolozs (település)
Kolozs (románul Cojocna, németül Salzgrub) település Romániában, Erdélyben, Kolozs megyében, az azonos nevű község központja.

## Fekvése
Kolozsvártól 18 km-re délkeletre, a Mezőség nyugati szélén található a település. 
Apahidától délkelet irányban található. Kolozsvárról indulva az E576-os úton 10 km után jobbra kell letérni egy megyei rendű útra, innen további 10 km-re található a község.

## Története
A régészeti feltárások szerint már a római korban illetve a középkorban is sóbányáiról volt nevezetes.
A település már az Árpád-korban lakott volt. Nevét az oklevelek 1291-ben említették először, Kolos néven, majd 1326-ban Kulusakna, 1332-ben Clus, Clusakna neveken írták nevét.
Kolozs(akna) mezőváros volt, jelentékeny sóbányával, melyet már a 11. században műveltek.
1326-ban Károly Róbert király elismerte, hogy az erdélyi püspök a „szent királyok” adományából birtokolja a kolozsi, dési, tordai és széki akna sótizedét.
Kolozs (Kolozsakna) telepeseinek szabadságjogai az Árpád-korban:
- 1.) Mentesek a vajda, az ispán és tisztjei ítélkezése alól, s csak a király vagy tárnokmester bíráskodhatott felettük.
- 2.) Nem szállhattak meg erőszakosan közöttük és nem nem vehettek bírságot rajtuk.
- 3.) Csak a választott falunagy (villicus) ítélkezhetett közöttük.
- 4.) Vámmentes hetivásárt tarthattak.
- 5.) Az ott lakó kereskedők vámmentességet élveztek.
- 6.) A Szent Mihály napját megelőző héten szabadon termelhettek sót, és azt szabadon adhatták el.

1291-ben III. András király Tordaakna telepeseinek is ugyanezeket a szabadságjogokat adta meg.
1310-ben Kán László vajda Dést, Széket és Kolozst a bennük működő sókamarákkal együtt átadta Károly Róbert királynak.
1314-ben Kolozs megye itt tartott gyűlést.
1326-ban Károly Róbert király megerősítette Kolozsakna, Szék, Dés és Torda sótizedét az erdélyi püspökségnek azzal, hogy tisztjei (officiales) a sóbányákból (salifodina) szabadon és vámmentesen elszállíthatják.

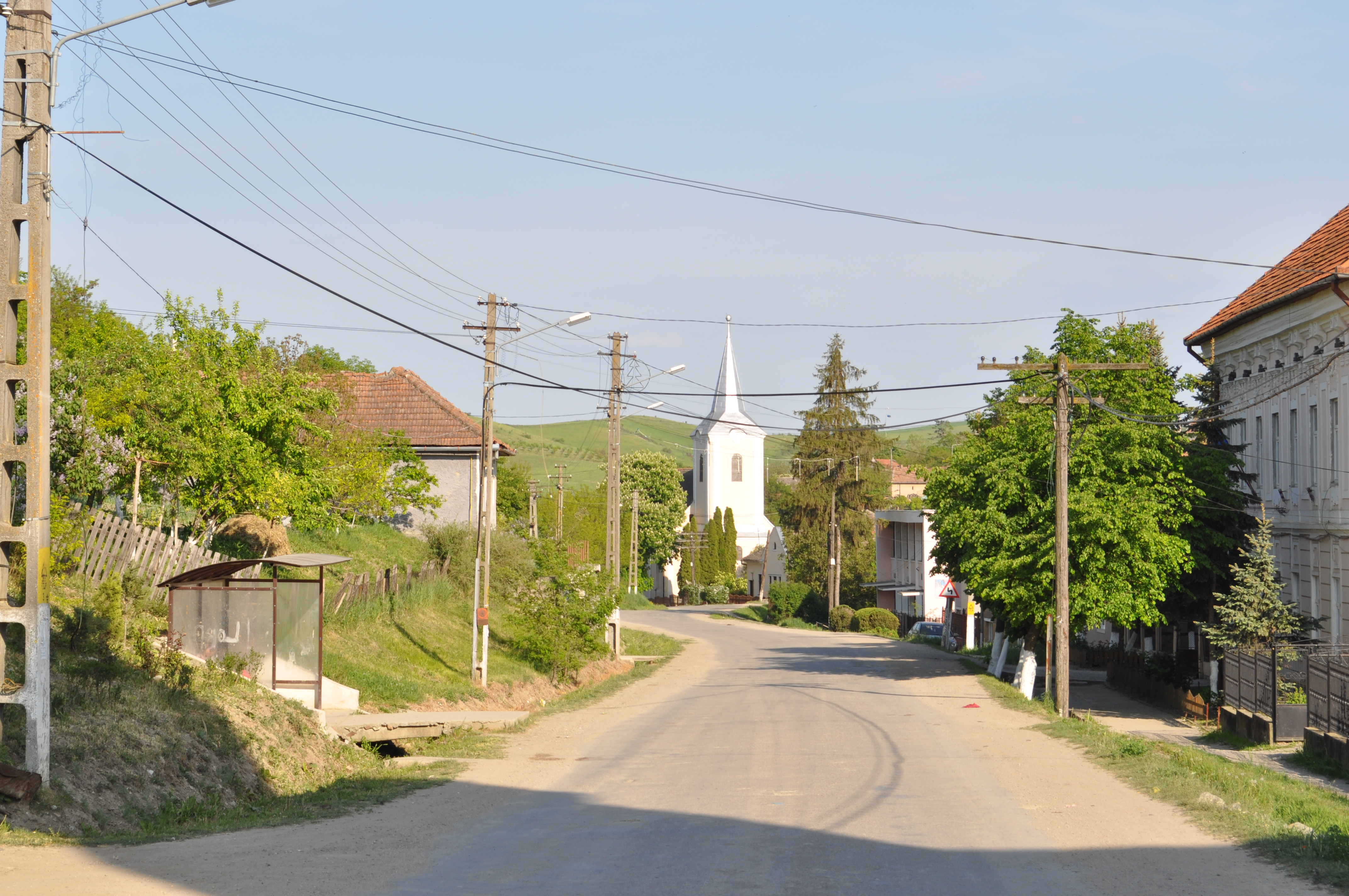
Utcakép

1332-ben Kolozs(akna) plébánosa 80 új báni, 1335-ben pedig 8-8 gs. pápai tizedet fizetett.
1710-ben pestisjárvány tizedelte meg a város lakosságát. Az 1717-es tatárjárás viszont elkerülte.
1852-ben bezárták a sóbányát, mivel az új sóbányászati módszerek segítségével elegendő sót bányászhattak a tordai és désaknai sóbányákban. Ez oda vezetett, hogy megszűntek az állami hivatalok, a polgárság egy része elköltözött, a mezőgazdaság lett a lakosság fő foglalkozása. A település fokozatosan veszített fontosságából, a rendezett tanácsú várost az első világháború idején községgé minősítették le. Az 1910 körül megnyílt sósfürdő sem tudta megmenteni a település városi rangját.
1910-ben 873 háza és 4138 lakosa volt, ebből 2271 magyar és 1808 román.
Az első világháború végéig Kolozs vármegyéhez tartozott, majd román uralom alá került, amit 1920-ban a trianoni békeszerződés megerősített. Romániában továbbra is Kolozs megye része volt, aminek román elnevezése 1925-ig Județul Cojocna volt (Kolozs román neve után), majd Județul Cluj lett (Kolozsvár román neve alapján).
A második bécsi döntés következtében visszakerült Magyarországhoz, ahol a román határon feküdt, a háború végén kötött fegyverszüneti megállapodás alapján azonban ismét Romániához került.
A község önkormányzata 2005-ben visszakapta a korábban államosított és leromlott állapotba került Sósfürdőt, amit 2007 és 2010 között európai uniós támogatással felújítottak, azóta újra működik, a meleg fürdővel együtt.

## Nevezetességei

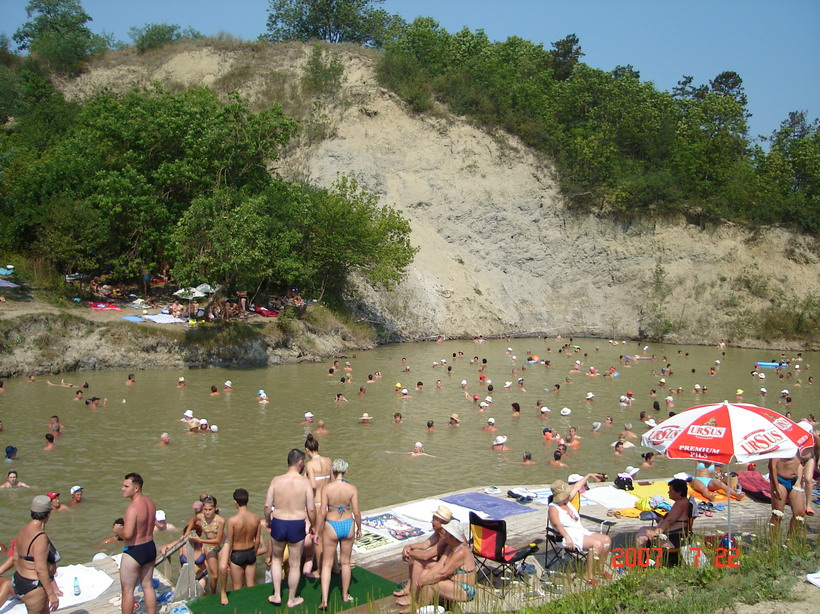
A kolozsi tó

- A valamikori sóbánya helyén levő sósfürdő, amelynek gyógyvizét reumatikus bántalmak és nőgyógyászati panaszok kezelésére javasolják.
- Jó állapotban megőrződött ortodox fatemploma 1797-ben épült.
- Az 1808-ban épült római katolikus, Jézus Szíve templom.
- Az 1822–1825 között épült, műemlékké nyilvánított református templom.[3]
- Lapidárium az unitárius templom szomszédságában, itt 8 darab 17. és 18. századból származó sírkő, valamint a Szent Imre templom néhány épen megmaradt köve van kiállítva.

## Híres emberek
- Itt született 1877. december 10-én Spáda János építőmester
- Itt született 1902. március 11-én Kovács István szervezett munkás, emlékíró.
- Itt született 1929. március 10-én Lakó Elemér nyelvész, művelődéstörténész.